# Monia Kari
Monia Kari (arabisch منية كاري; * 14. April 1971 in Basel, Schweiz) ist eine ehemalige tunesische Leichtathletin, die sich auf den Diskuswurf spezialisiert hat und auch im Kugelstoßen an den Start ging. Sie war lange Zeit Inhaberin des Afrikarekordes im Diskuswurf und wurde 1996, 2000 und 2002 Afrikameisterin und siegte 1995 und 1999 bei den Afrikaspielen, womit sie zu den erfolgreichsten Leichtathletinnen ihres Landes zählt.

## Sportliche Laufbahn
Erste internationale Erfahrungen sammelte Monia Kari vermutlich im Jahr 1992, als sie bei den Panarabischen Spielen in Damaskus mit einer Weite von 5,90 m die Silbermedaille im Diskuswurf hinter der Marokkanerin Zoubida Laayouni gewann. Im Jahr darauf gewann sie bei den Mittelmeerspielen in Narbonne mit 55,38 m die Bronzemedaille im hinter der Italienerin Agnese Maffeis und Ekaterini Vongoli aus Griechenland. Anschließend schied sie bei den Weltmeisterschaften in Stuttgart mit 51,26 m in der Qualifikationsrunde aus. Zudem gewann sie bei den Arabischen Meisterschaften in Latakia mit 49,16 m die Goldmedaille. Im Jahr darauf belegte sie bei den Spielen der Frankophonie in Bondoufle mit 53,58 m den fünften Platz und 1995 siegte sie bei den Afrikaspielen in Harare mit neuem Meisterschaftsrekord von 54,26 m. Zudem siegte sie mit 53,50 m bei den Arabischen Meisterschaften in Kairo. Im Jahr darauf siegte sie dann mit 53,00 m bei den Afrikameisterschaften in Yaoundé und verpasste anschließend bei den Olympischen Sommerspielen in Atlanta mit 58,02 m den Finaleinzug. 1997 wurde sie bei den Mittelmeerspielen in Bari mit 59,10 m Fünfte und im Jahr darauf siegte sie mit 48,87 m bei den Arabischen Meisterschaften in Damaskus. 1999 gewann sie bei den Panarabischen Spielen in Irbid mit 57,43 m die Silbermedaille hinter der Jordanierin Nada Kawar. Anschließend verteidigte sie bei den Afrikaspielen in Johannesburg mit neuem Spielerekord von 57,22 m ihren Titel. Im Jahr darauf siegte sie bei den Afrikameisterschaften in Algier mit Meisterschaftsrekord von 58,46 m und schied anschließend bei den Olympischen Sommerspielen in Sydney mit 56,32 m in der Qualifikationsrunde aus.
2001 belegte sie bei den Spielen der Frankophonie in Ottawa mit einem Wurf auf 51,71 m den vierten Platz, ehe sie bei den Mittelmeerspielen in Radès mit 56,44 m die Bronzemedaille hinter der Griechin Areti Abatzi und Agnese Maffeis aus Italien gewann. Im Jahr darauf verteidigte sie bei den Afrikameisterschaften ebendort mit 55,28 m ihren Titel und wurde dann beim IAAF World Cup in Madrid mit 56,16 m Siebte. 2004 siegte sie mit 54,68 m bei den Panarabischen Spielen in Algier und im Jahr darauf siegte sie mit 54,61 m bei den Arabischen Meisterschaften in Radès. 2007 siegte sie bei den Arabischen Meisterschaften in Amman mit 50,32 m im Diskusbewerb und belegte im Hammerwurf mit 41,99 m den vierten Platz. Anschließend gewann sie bei den Afrikaspielen in Algier mit 55,15 m die Silbermedaille mit dem Diskus hinter der Südafrikanerin Elizna Naudé. Im November siegte sie bei den Panarabischen Spielen in Kairo mit 52,79 m im Diskuswurf und gewann im Kugelstoßen mit 12,58 m die Bronzemedaille hinter der Ägypterin Wala Mohamed Atia und ihrer Landsfrau Amel Ben Khaled. 2009 gelangte sie bei den Mittelmeerspielen in Pescara mit 53,60 m auf den sechsten Platz mit dem Diskus und im Jahr darauf beendete sie dann ihre aktive sportliche Karriere im Alter von 39 Jahren.
In den Jahren 2003 und 2005 sowie 2006 und 2010 wurde Kari tunesische Meisterin im Diskuswurf.

## Persönliche Bestzeiten
- Kugelstoßen: 12,58 m, 22. November 2007 in Kairo
- Diskuswurf: 61,74 m, 1. Mai 1999 in Tunis (tunesischer Rekord)
- Hammerwurf: 46,48 m, 3. August 1999 in Jablonec nad Nisou